# Léonce Élie de Beaumont
Jean-Baptiste Armand Louis Léonce Élie de Beaumont (Mézidon-Canon, Calvados, 25 de setembro de 1798 — Mézidon-Canon, 21 de setembro de 1874) foi um geólogo francês.
Foi laureado com a medalha Wollaston de 1843, concedida pela Sociedade Geológica de Londres.

## Obras
- "Recherches sur quelques-unes des révolutions de la surface du globe." Anais das Ciências Naturais, 1829 – 1830.
- "Leçon de géologie pratique", Vorlesungen, 1845 e 1849.
- "Notice sur les systèmes des montagnes", Paris, 1852.